# وانا بروزیو
وانا بروزیو (ایتالیایی: Vanna Brosio؛ ‏ ۱۸ آوریل ۱۹۴۳ – ۱۹ ژوئن ۲۰۱۰) روزنامه‌نگار، بازیگر، خواننده، مدل و مجری تلویزیون اهل ایتالیا بود. از فیلم‌ها یا مجموعه‌های تلویزیونی که وی در آن‌ها نقش داشته است، می‌توان به اسبان سپید تابستان اشاره نمود.

## زندگی‌نامه
وانا بروزیو با نام اصلی جووانا بروزیو در تورین زاده شد. وی دختر یک عتیقه‌فروش سرشناس و خواهرزادهٔ مانلیو بروزیو، دبیرکل پیشین ناتو بود. او فعالیت حرفه‌ای خود را در سال ۱۹۴۸ به‌عنوان مدل در میلان آغاز کرد و در مجلات، کمدی مصور و آگهی‌های کاروزلو ظاهر شد. در سال ۱۹۶۴، فعالیت موسیقایی‌ای را آغاز کرد که بیش از بیست سال به طول انجامید و در طی آن، ترانه‌هایی را اجرا کرد که توسط انتسو یاناچی، کریستیانو مالجولیو و جانی بونکوپاگنی و دیگران برای او نوشته شده بودند.
در سال ۱۹۷۱، او مجری برنامهٔ رادیویی «تازگی» بود و بین سال‌های ۱۹۷۲ تا ۱۹۷۶، اجرای برنامهٔ موسیقی رای با عنوان «حالا موسیقی» را بر عهده داشت. در سال ۱۹۸۴، به‌همراه آلدو بیسکاردی، برنامهٔ گفت‌وگوی ورزشی «دادگاه روز دوشنبه» را مشترکاً اجرا کرد. بروزیو علاوه بر فعالیت‌های موسیقی و تلویزیونی، به‌عنوان روزنامه‌نگار نیز فعال بود و سال‌ها با مجلهٔ «لبخندها و آهنگ‌های تلویزیونی» همکاری داشت.